# Destord
Destord ([detɔʁ] , en vosgien de la montagne [dɛtwɔː]) est une commune française située dans le département des Vosges, en région Grand Est. Destord fait partie de la communauté de communes Bruyères - Vallons des Vosges.

## Géographie

### Localisation
Destord est une commune rurale située à 8 km au sud de Rambervillers. Elle est traversée par un petit affluent de l'Arentèle.

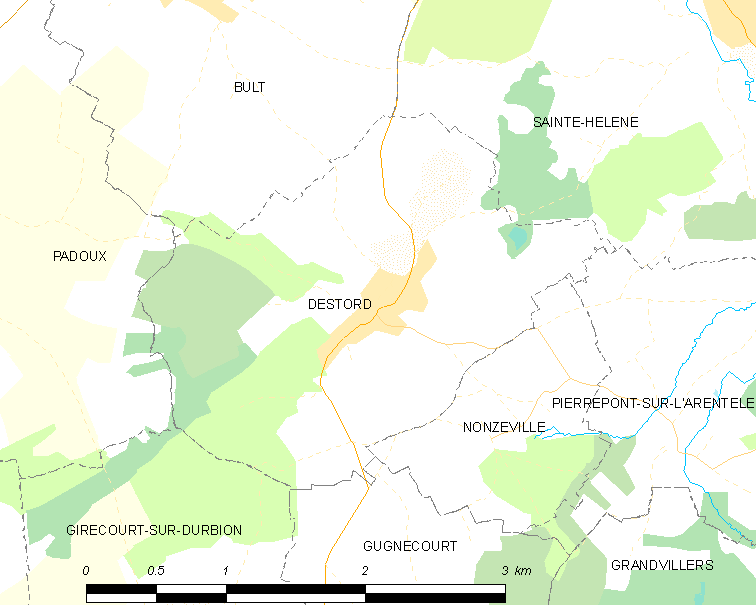
Situation géographique de Destord.

### Géologie et relief
La commune se compose de 26,33 hectares de territoires artificialisés (5,15 %), 327,03 hectares de territoires agricoles (64,00 %) et 157,91 hectares de forêts et milieux semi-naturels (30,90 %).

### Communes limitrophes
| Bult                  |            | Sainte-Hélène             |
| Padoux                | Destord    | Pierrepont-sur-l'Arentèle |
| Girecourt-sur-Durbion | Gugnécourt | Nonzeville                |

### Hydrographie et les eaux souterraines
Hydrogéologie et climatologie : Système d’information pour la gestion des eaux souterraines du bassin Rhin-Meuse :
Territoire communal : Occupation du sol (Corinne Land Cover); Cours d'eau (BD Carthage),
Géologie : Carte géologique; Coupes géologiques et techniques,
 Hydrogéologie : Masses d'eau souterraine; BD Lisa; Cartes piézométriques.
La commune est située dans le bassin versant du Rhin au sein du bassin Rhin-Meuse. Elle est drainée par le ruisseau le Brabant,.

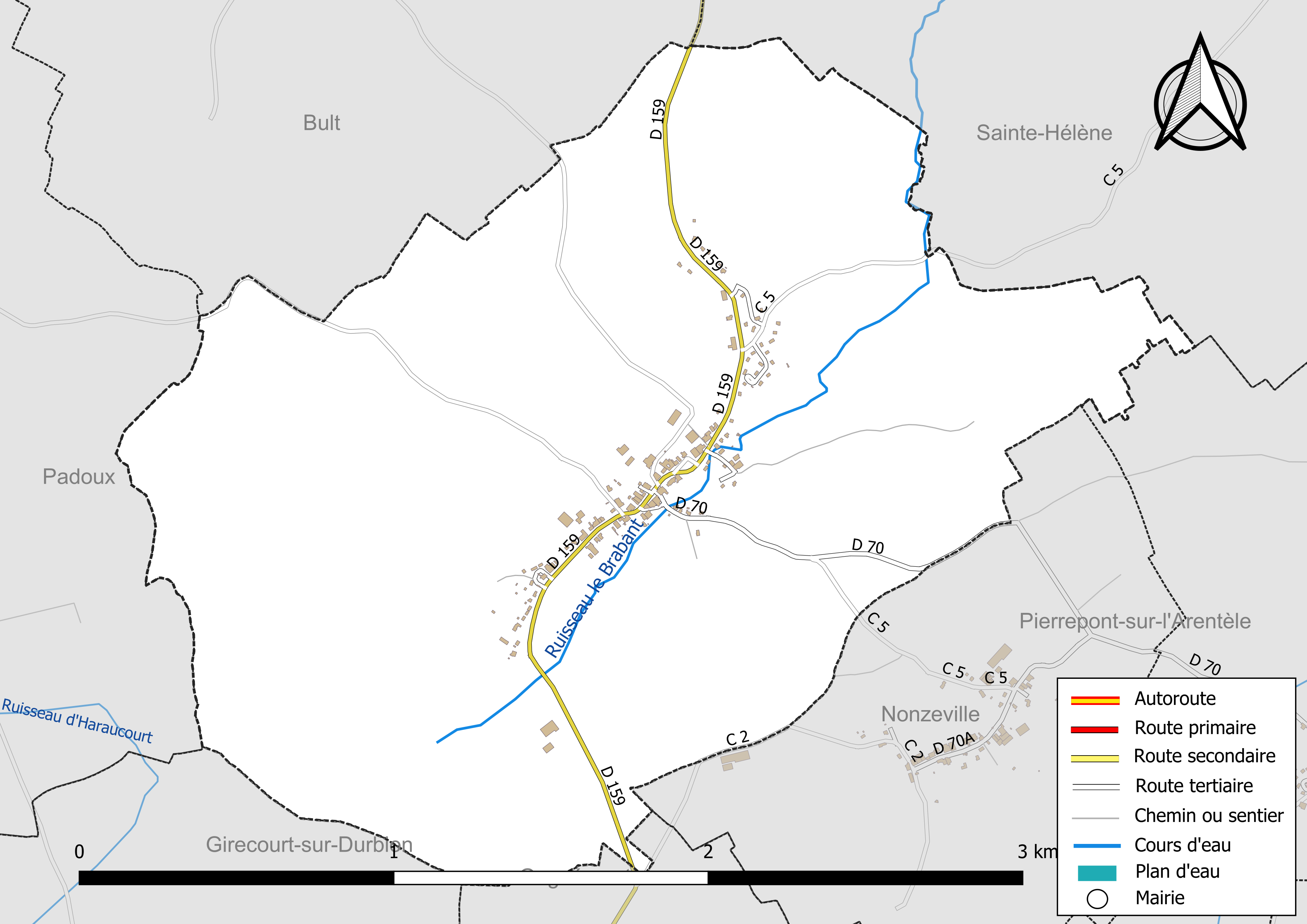
Réseaux hydrographique et routier de Destord.

La qualité des eaux de baignade et des cours d’eau peut être consultée sur un site dédié géré par les agences de l’eau et l’Agence française pour la biodiversité.

### Climat
Pour des articles plus généraux, voir Climat du Grand Est et Climat des Vosges.
En 2010, le climat de la commune est de type climat de montagne, selon une étude du Centre national de la recherche scientifique s'appuyant sur une série de données couvrant la période 1971-2000. En 2020, Météo-France publie une typologie des climats de la France métropolitaine dans laquelle la commune est exposée à un climat semi-continental et est dans la région climatique  Vosges, caractérisée par une pluviométrie très élevée (1 500 à 2 000 mm/an) en toutes saisons et un hiver rude (moins de 1 °C). 
Pour la période 1971-2000, la température annuelle moyenne est de 9,4 °C, avec une amplitude thermique annuelle de 17 °C. Le cumul annuel moyen de précipitations est de 985 mm, avec 12,5 jours de précipitations en janvier et 10,5 jours en juillet. Pour la période 1991-2020, la température moyenne annuelle observée sur la station météorologique de Météo-France la plus proche, « Le Roulier_sapc », sur la commune du Roulier à 12 km à vol d'oiseau, est de 10,2 °C et le cumul annuel moyen de précipitations est de 1 000,2 mm. 
La température maximale relevée sur cette station est de 38,1 °C, atteinte le 25 juillet 2019 ; la température minimale est de −18,3 °C, atteinte le 20 décembre 2009,,. 
Les paramètres climatiques de la commune ont été estimés pour le milieu du siècle (2041-2070) selon différents scénarios d'émission de gaz à effet de serre à partir des nouvelles projections climatiques de référence DRIAS-2020. Ils sont consultables sur un site dédié publié par Météo-France en novembre 2022.

## Urbanisme

### Typologie
Au 1er janvier 2024, Destord est catégorisée commune rurale à habitat dispersé, selon la nouvelle grille communale de densité à sept niveaux définie par l'Insee en 2022.
Elle est située hors unité urbaine. Par ailleurs la commune fait partie de l'aire d'attraction d'Épinal, dont elle est une commune de la couronne,. Cette aire, qui regroupe 118 communes, est catégorisée dans les aires de 50 000 à moins de 200 000 habitants,.

### Occupation des sols
L'occupation des sols de la commune, telle qu'elle ressort de la base de données européenne d’occupation biophysique des sols Corine Land Cover (CLC), est marquée par l'importance des territoires agricoles (63,9 % en 2018), en diminution par rapport à 1990 (70,2 %). La répartition détaillée en 2018 est la suivante : 
zones agricoles hétérogènes (47,7 %), forêts (31 %), prairies (16,2 %), zones urbanisées (5,2 %). L'évolution de l’occupation des sols de la commune et de ses infrastructures peut être observée sur les différentes représentations cartographiques du territoire : la carte de Cassini (XVIIIe siècle), la carte d'état-major (1820-1866) et les cartes ou photos aériennes de l'IGN pour la période actuelle (1950 à aujourd'hui).

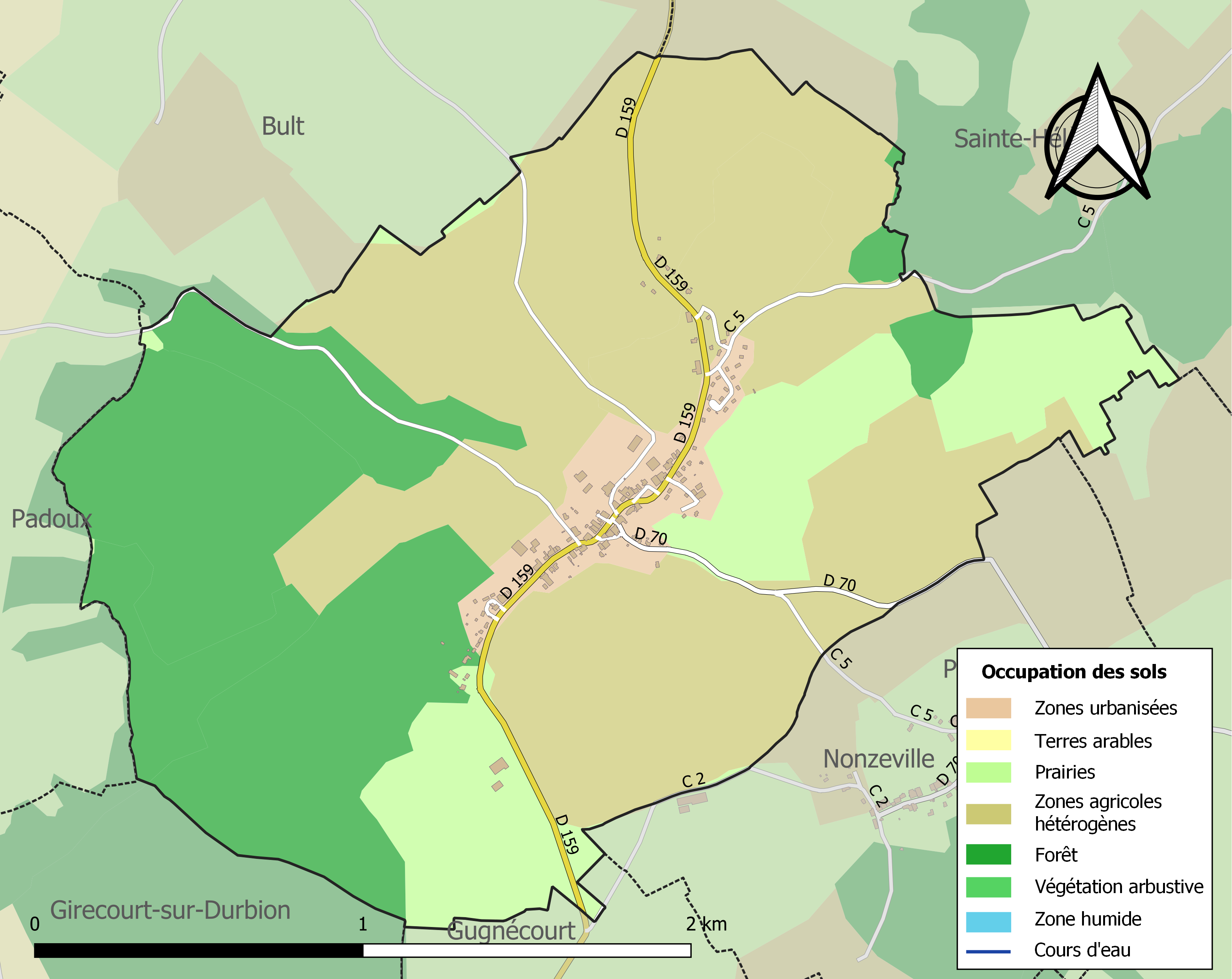
Carte des infrastructures et de l'occupation des sols de la commune en 2018 (CLC).

## Toponymie
Le nom de la localité est attesté sous les formes H… de Distorchio (1114) ; Parroch. Distorchii (1178) ; Parroch. Distorgii (1178) ; Hugo de Destors (1193) ; Destoirs (1283) ; Destor (1292) ; Destort (1303) ; Destord (1370) ; Destoirt (XIVe siècle) ; Destoix (XIVe siècle) ; La Halte Rue de Destort (1455) ; La Haulte Rue de Destorb (1468) ; Dastort (1482) ; De Distordio (1554) ; Mairie de Nonzeville et d’Estort (1628) ; Détort (1683) ; Detord (1778).

Ernest Nègre l'interprète par « chemin détourné , détour d'un chemin », de l'oil destort « détournement » , qui a dû avoir le même sens que destorse, de l'ancien français destors qui signifie : « le détour » ; et par extension « l'endroit à l'écart ».

## Histoire
En l'an 1114, le village se nommait Distorchium. Puis Destord dès 1307. Source: Annales de la société d'émulation du département des Vosges.
La voie romaine menant d'Arches à Deneuvre traversait Destord. Des restes de pavages laissent penser que le lieu pouvait être un carrefour.
Une épidémie de choléra a décimé la population au début du XVIIIe siècle : en 1710, il ne restait que 23 habitants.
Dans la nuit du 1er au 2 juin 1847, un enfant d’environ 15 jours a été abandonné et posé dans un char à banc devant la demeure du dit Georges. Les cris de l’enfant ont réveillé celui qui l’a recueilli la nuit même. L’enfant aura pour nom patronymique Destord, tiré du lieu, et pour prénom Phamphile, tiré du jour où il a été trouvé.

## Politique et administration

### Découpage territorial
Par arrêté préfectoral du 15 septembre 2023, la commune est retirée le 1er janvier 2024 de l'arrondissement d'Épinal et rattachée à l'arrondissement de Saint-Dié-des-Vosges.

### Liste des maires
| Période                                  | Période                       | Identité       | Étiquette | Qualité                       |
| ---------------------------------------- | ----------------------------- | -------------- | --------- | ----------------------------- |
| Les données manquantes sont à compléter. |                               |                |           |                               |
|                                          | mars 2001                     | André Huguenin |           |                               |
| mars 2001                                | En cours (au 18 février 2015) | Michel Houot   |           | Ancien agriculteur exploitant |

### Budget et fiscalité 2023

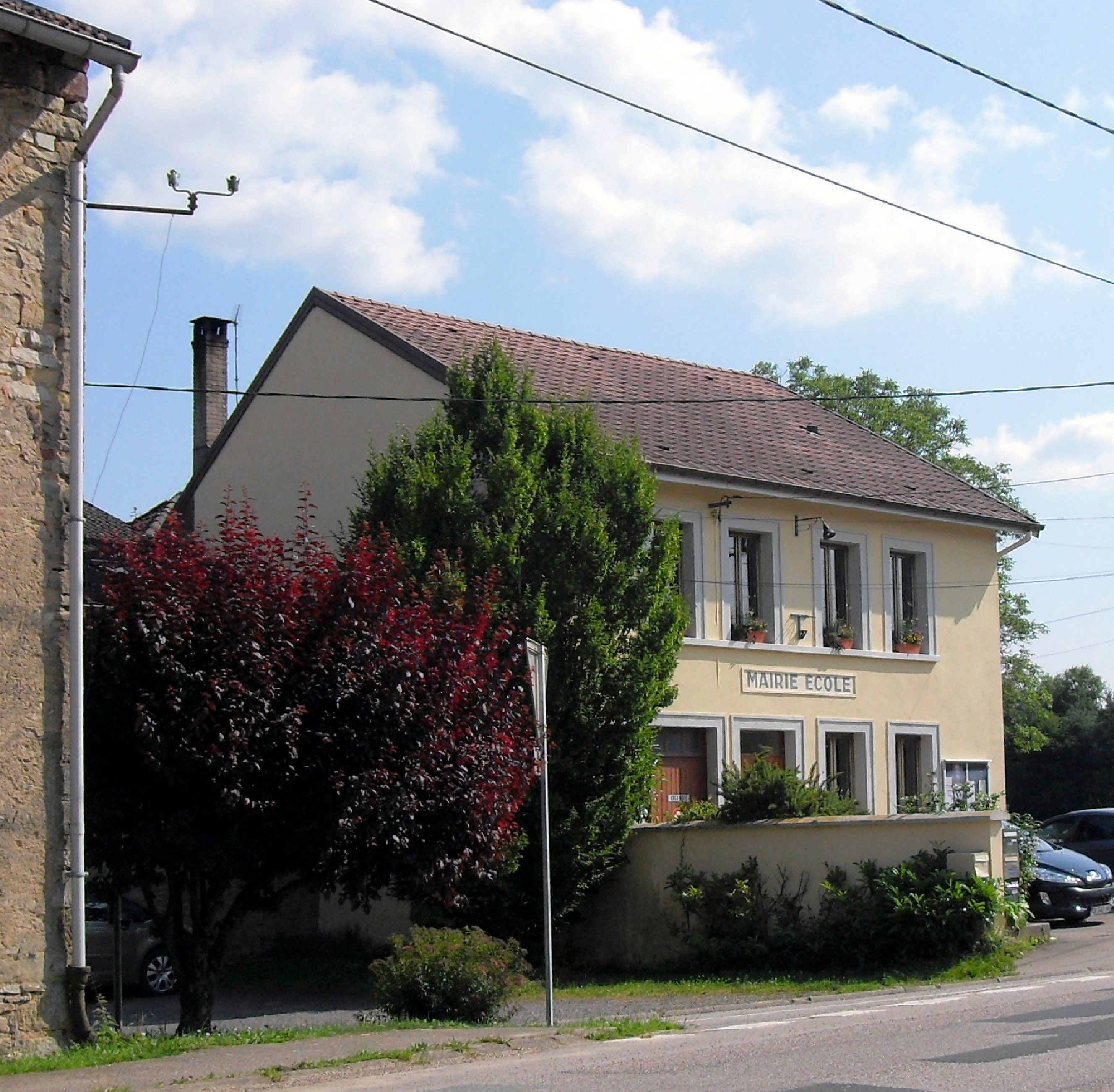
La mairie-école.

En 2023, le budget de la commune était constitué ainsi :
- total des produits de fonctionnement : 135 000 €, soit 541 € par habitant ;
- total des charges de fonctionnement : 110 000 €, soit 440 € par habitant ;
- total des ressources d'investissement : 56 000 €, soit 226 € par habitant ;
- total des emplois d'investissement : 62 000 €, soit 248 € par habitant ;
- endettement : 233 000 €, soit 935 € par habitant.

Avec les taux de fiscalité suivants :
- taxe d'habitation : 13,47 % ;
- taxe foncière sur les propriétés bâties : 32,30 % ;
- taxe foncière sur les propriétés non bâties : 14,00 % ;
- taxe additionnelle à la taxe foncière sur les propriétés non bâties : 0,00 % ;
- cotisation foncière des entreprises : 0,00 %.

Chiffres clés Revenus et pauvreté des ménages en 2021 : médiane en 2021 du revenu disponible, par unité de consommation : 22 310 €.

### Situation administrative
Destord fut une des communes fondatrices de la communauté de communes de l'Arentèle-Durbion-Padozel dont elle fut membre de 2003 à 2013.
Depuis le 1er janvier 2014 elle est intégrée à la communauté de communes Bruyères - Vallons des Vosges.

## Population et société

### Démographie

#### Évolution démographique
L'évolution du nombre d'habitants est connue à travers les recensements de la population effectués dans la commune depuis 1793. Pour les communes de moins de 10 000 habitants, une enquête de recensement portant sur toute la population est réalisée tous les cinq ans, les populations de référence des années intermédiaires étant quant à elles estimées par interpolation ou extrapolation. Pour la commune, le premier recensement exhaustif entrant dans le cadre du nouveau dispositif a été réalisé en 2005.

En 2022, la commune comptait 238 habitants, en évolution de −3,64 % par rapport à 2016 (Vosges : −2,96 %, France hors Mayotte : +2,11 %).
| 1793 | 1800 | 1806 | 1821 | 1831 | 1836 | 1841 | 1846 | 1856 |
| ---- | ---- | ---- | ---- | ---- | ---- | ---- | ---- | ---- |
| 252  | 304  | 316  | 310  | 313  | 322  | 321  | 318  | 285  |

| 1861 | 1866 | 1876 | 1881 | 1886 | 1891 | 1896 | 1901 | 1906 |
| ---- | ---- | ---- | ---- | ---- | ---- | ---- | ---- | ---- |
| 274  | 290  | 302  | 275  | 250  | 251  | 251  | 252  | 236  |

| 1911 | 1921 | 1926 | 1931 | 1936 | 1946 | 1954 | 1962 | 1968 |
| ---- | ---- | ---- | ---- | ---- | ---- | ---- | ---- | ---- |
| 217  | 175  | 160  | 158  | 140  | 125  | 138  | 137  | 128  |

| 1975 | 1982 | 1990 | 1999 | 2005 | 2006 | 2010 | 2015 | 2020 |
| ---- | ---- | ---- | ---- | ---- | ---- | ---- | ---- | ---- |
| 105  | 181  | 222  | 205  | 222  | 231  | 227  | 243  | 244  |

| 2022 | - | - | - | - | - | - | - | - |
| ---- | - | - | - | - | - | - | - | - |
| 238  | - | - | - | - | - | - | - | - |

### Enseignement
Établissements d'enseignements :
- Écoles maternelles et primaires à Bult, Girecourt-sur-Durbion, Sainte-Hélène, Padoux, Vomécourt, Destord, Pierrepont-sur-l'Arentèle.
- Collèges à Rambervillers, Bruyères, Épinal.
- Lycées à Bruyères, Roville-aux-Chênes, La Baffe.

### Santé
Professionnels et établissements de santé :
- Médecins à Grandvillers, Sercoeur, Rambervillers[30].
- Pharmacies à Rambervillers[31]
- Hôpitaux à Épinal, Senones, Neufchâteau, Mirecourt[32]

### Cultes
- Culte catholique, Paroisse Sainte-Libaire-de-Rambervillers[33], Diocèse de Saint-Dié.

## Économie

### Entreprises et commerces

#### Agriculture
- Culture et élevage associés.
- Élevage de volailles.
- Élevage d'autres bovins et de buffles.
- Exploitation forestière.

#### Tourisme
- Hébergements et restauration à Grandvillers, Jeanménil, Docelles, Épinal.

#### Commerces et services
- Commerces et services de proximité[34].
- Boulangerie.
- Garage et transactions automobiles.
- Entreprise de maçonnerie.

## Culture locale et patrimoine

### Lieux et monuments

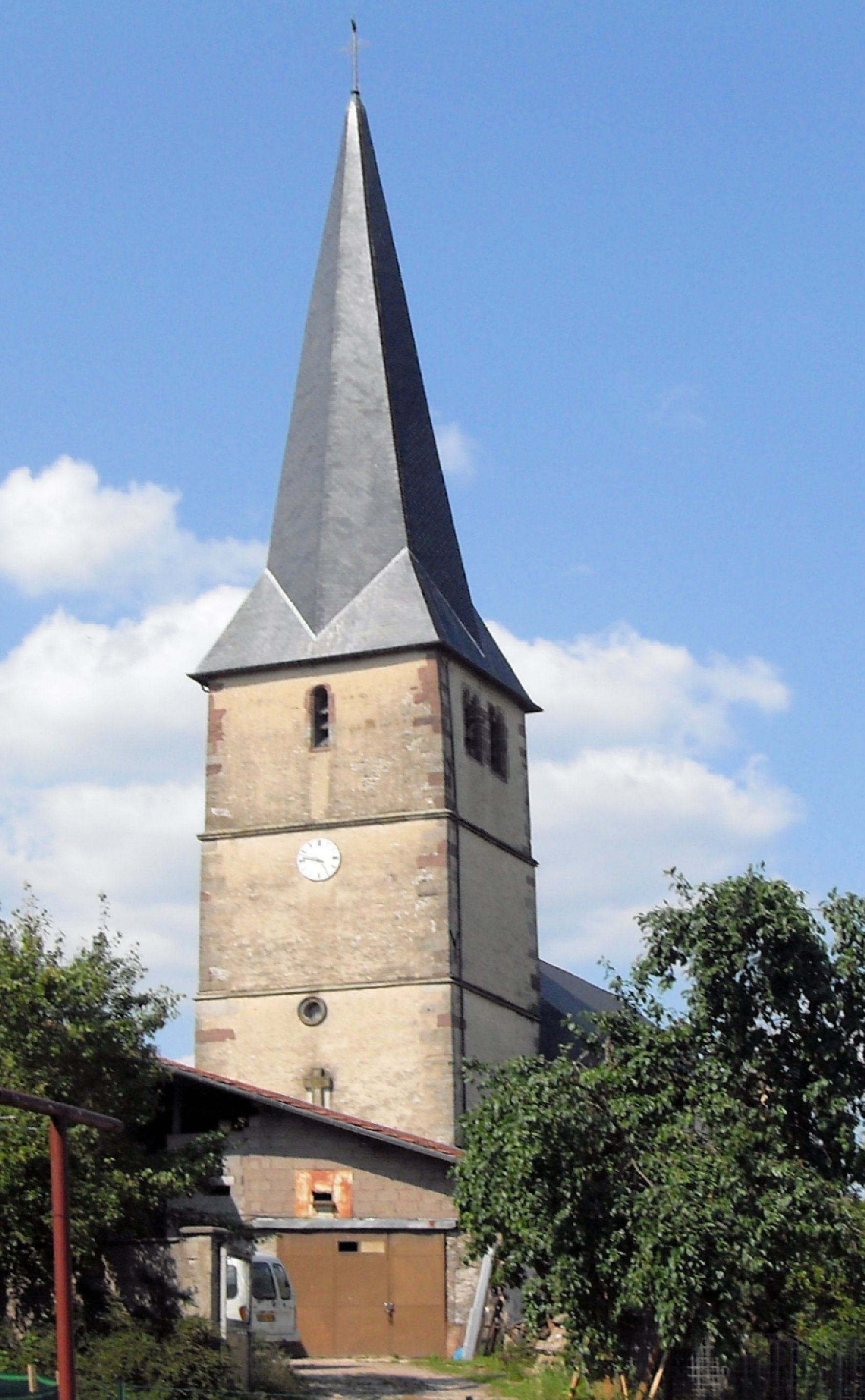
L'église Saint-Remi en 2013.
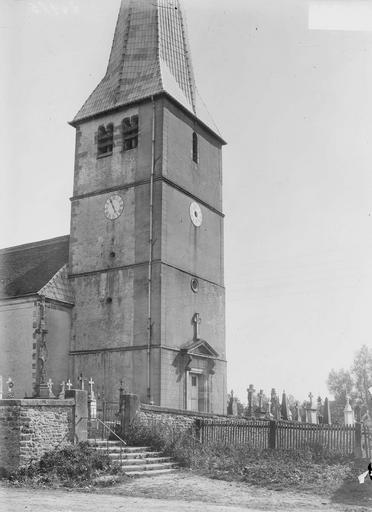
Clocher de l'église en 1914.
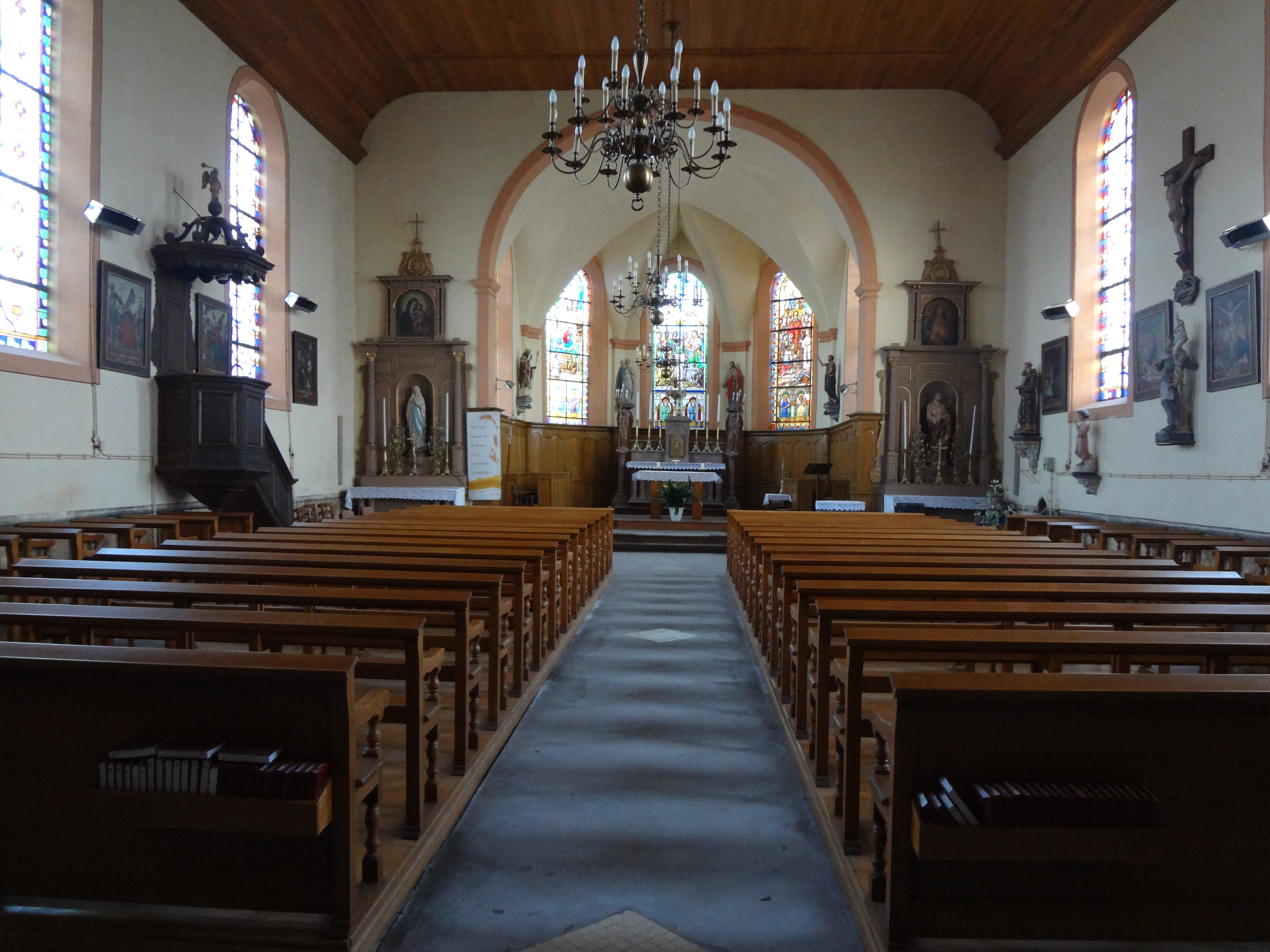
Vue de l'intérieur de l'église.
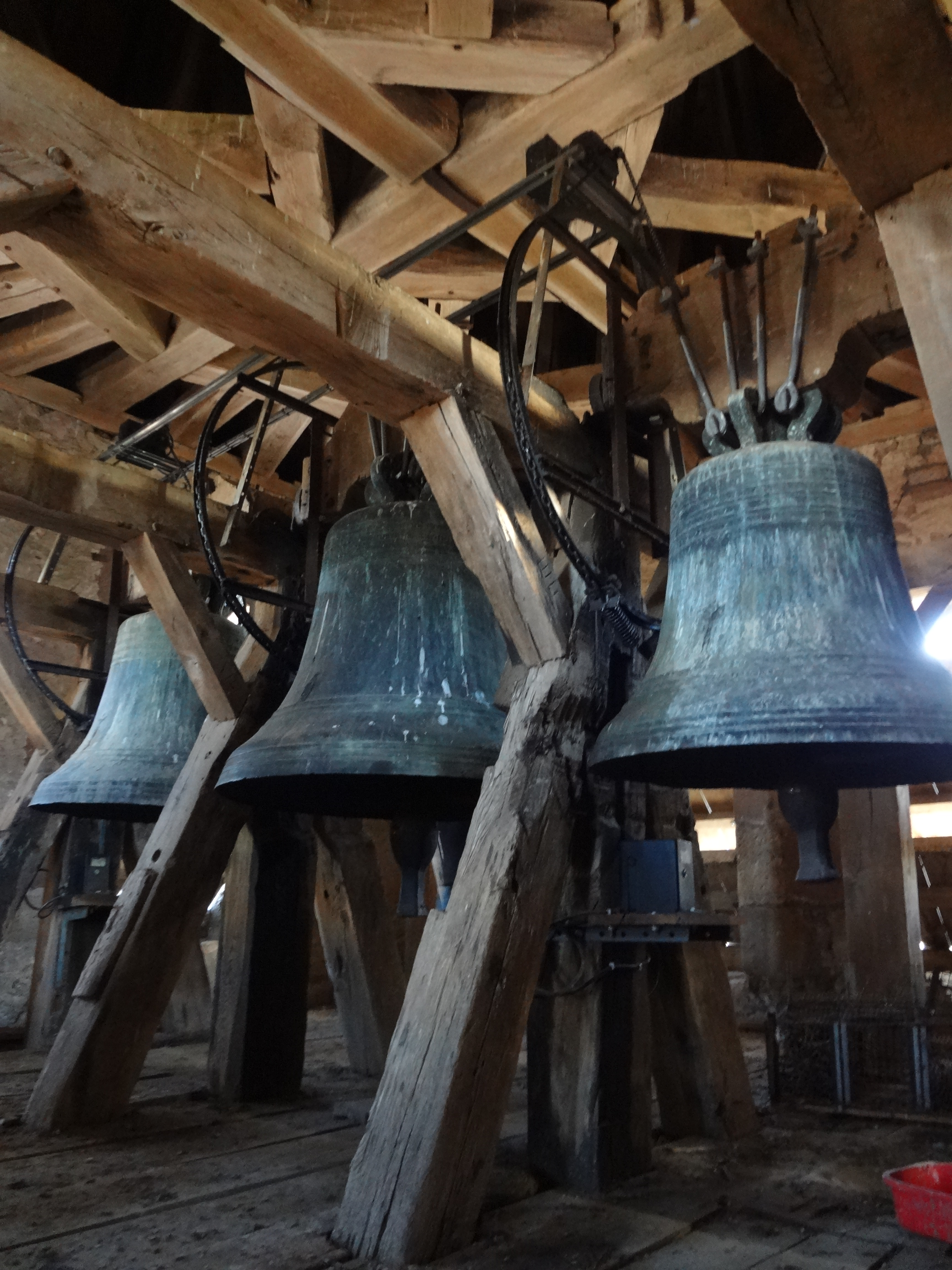
Les trois cloches de l'église.

- L'église Saint-Rémy[35],[36] :

L'église sous sa forme actuelle a été inaugurée le 19 octobre 1997 en présence du préfet, du député Claude Jacquot et du président du conseil général Christian Poncelet.
Dépendant de la cure de Destord et ne possédant pas d’église, Nonzeville participe au frais de l’église et presbytère de Destord.
Patrimoine mobilier :
* Statue Saint Antoine.
* Statue Saint-Rémy. Un blason fruste sur lequel pourrait figurer la colombe du saint apparait au pied de la statue de saint Rémi dans l'église du village.
* Les trois cloches de l'église ont été bénies en 1832 par le curé de l'époque, Claude Humbert. On peut lire sur chacune d'elles :
« J'ai été bénie par Humbert Claude, curé de la paroisse de Destord — An 1832

Je m'appelle Marguerite.

Mon parrain est : Jean Nicolas Marchal

Ma marraine est : Marguerite Cherrière, épouse de Batiste Léonard, maire de Destord. »
« J'ai été bénie par Humbert Claude, curé de la paroisse de Destord — An 1832

Je m'appelle Marie-Catherine.

Mon parrain est : Humbert Claude, curé de Destord

Ma marraine est : Marie-Catherine Gillot, préfète de la congrégation de la paroisse de Destord. »
« J'ai été bénie par Humbert Claude, curé de la paroisse de Destord — An 1832

Je m'appelle Marie-Barbe.

Mon parrain est : Joseph-Pierre Marquis, fils de Antoine-Pierre Marquis, de son vivant cultivateur à Pierrepont.

Ma marraine est : Marie-Barbe Langlais, fille de Jean-Batiste Langlais, adjoint de la mairie de Nonzeville. »
- Monument aux morts[41],[42].

### Personnalités liées à la commune
- Médaillés de Sainte-Hélène[43].
- L'abbé Jean-Baptiste Galmard, né à Destord le 3 juillet 1840[44].

### Héraldique, logotype et devise
| Blason | Blasonnement : Parti d'argent à la barre d'azur chargée de trois roses d'argent et d'or à la bande de gueules chargée de trois alérions d'argent à l'écu mouvant de la pointe de gueules chargé d'une colombe d'argent tenant dans son bec une ampoule d'or. Commentaires : Destord dépendait du de la chapitre de Saint-Dié et du duché de Lorraine. Le chapitre de la cathédrale de Saint-Dié porte une bande d'azur chargée de trois roses d'argent. Ici, par courtoisie héraldique, la bande est transformée en barre. Saint Remi étant le patron de la paroisse, le blason de celle-ci porte la colombe attribut de l'évêque de Reims,. |

## Pour approfondir